# 木村有理子
木村 有理子（きむら ありこ、1974年8月4日 - ）は、日本の映画監督。

## 経歴
群馬県出身。慶応義塾大学環境情報学部メディアアート専攻卒業。映画美学校フィクションコース高等科修了。
2000年5月に『犬を撃つ』がカンヌ映画祭のシネ・フォンダシオン部門に正式招待された。2010年10月6日に『Abed〜二十歳の恋』が第5回札幌国際短編映画祭にてワールドプレミア上映された。

## フィルモグラフィー

### 監督
- 10年の後、冬（1997、イメージフォーラム）[6]
- 犬を撃つ（1999、映画美学校） - 兼脚本
- 桃まつり presents 真夜中の宴「daughters」（2007、桃まつり） - 兼脚本[7]
- Abed〜二十歳の恋エピソード1「ナツメ」（2010、カーナージャパン・オルトシネマ）
- NO NAME FILMS「わたしたちがうたうとき」（2011、I film）[8]

### その他
- 月へ行く（2001、映画美学校、監督：植岡喜晴） - 編集[9]
- 桶屋（2001、映画美学校、監督：西山洋市） - 美術[10]